# Spellemannprisen 1994
Der Spellemannpris 1994 war die 23. Ausgabe des norwegischen Musikpreises Spellemannprisen. Die Nominierungen berücksichtigten Veröffentlichungen des Musikjahres 1994. Die Verleihung der Preise fand im März 1995 statt. In der Kategorie „Årets Spellemann“ wurde Dance With A Stranger ausgezeichnet.

## Verleihung
Die Preisverleihung fand am 4. März 1995 in der Håkons Hall in Lillehammer statt. Die Veranstaltung wurde live im Norsk rikskringkasting (NRK) übertragen und wie bereits in den Vorjahren von Knut Borge moderiert. Gegenüber den Vorjahren kam es zu einigen größeren Änderungen bei der Aufteilung der Kategorien, unter anderem wurden die Kategorien für das beste Lied, die beste Band, die beste Künstlerin sowie den besten Künstler des Jahres neu eingeführt. Gestrichen wurden genrespezifische Kategorien wie Rockmusik, Popmusik und Country-Musik. Die meisten Auszeichnungen erhielt die Sängerin Anne Grete Preus.

## Gewinner
| Kategorie                                                              | Gewinner                             | Werk                                            |
| ---------------------------------------------------------------------- | ------------------------------------ | ----------------------------------------------- |
| Barneplater (Kinderplatten)                                            | Terje Formoe                         | Kaptein Sabeltann og hemmeligheten i Kjuttaviga |
| Beste Gruppe                                                           | Tre Små Kinesere                     | Hjertemedisin                                   |
| Beste Kvinnelige Artist (Beste Künstlerin)                             | Anne Grete Preus                     | Millimeter                                      |
| Beste Låt (Bestes Lied)                                                | Anne Grete Preus                     | Millimeter                                      |
| Beste Mannlige Artist (Bester Künstler)                                | Jonas Fjeld                          | Nerven i min sang                               |
| Beste Nykommer (Bester Newcomer)                                       | Weld                                 | Natural tools                                   |
| Folkemusikk/Gammaldans (Volksmusik/Gammaldans)                         | Knut Buen, Leif Rygg, Kåre Nordstoga | Bjølleslåtten                                   |
| Jazz                                                                   | Egil Kapstad Trio                    | Remembrance                                     |
| Klassisk musikk/Samtidsmusikk (Klassische Musik/zeitgenössische Musik) | Håkon Austbø                         | Messiaen - Vingt regards                        |
| Årets album (Album des Jahres)                                         | Anne Grete Preus                     | Millimeter                                      |
| Årets Spellemann (Spellemann des Jahres)                               | Dance with a Stranger                | –                                               |
| Årets plateomslag (Plattencover des Jahres)                            | Kim Hiorthøy                         | Motorpsychos Timothy's Monster                  |

## Nominierte
Barneplater
- Geirr Lystrup: Brakar og Joanna
- Maj Britt Andersen: Rippel rappel
- Terje Formoe: Kaptein Sabeltann og hemmeligheten i Kjuttaviga

Beste Gruppe
- Eriksen: The water is wide
- The September When: Huggermugger
- Tre Små Kinesere: Hjertemedisin

Beste Kvinnelige Artist
- Anne Grete Preus: Millimeter
- Kari Bremnes: Gåte ved gåte
- Mari Boine: Leahkastin

Beste Låt
- Anne Grete Preus: Millimeter
- Frode Alnæs, Øivind Elgenes, Ivar Dyrhaug, Dance with a Stranger: Long December nights
- Frode Alnæs, Sidsel Endresen, Dance with a Stranger: Only love

Beste Mannlige Artist
- Jonas Fjeld: Nerven i min sang
- Sigvart Dagsland: Stup
- Steinar Albrigtsen: The troubadour

Beste Nykommer
- Lars Bremnes Band: Stjernesukkertøy
- Stella Getz: Forbidden dreams
- Weld: Natural tools

Folkemusikk/Gammaldans
- Knut Buen, Leif Rygg, Kåre Nordstoga: Bjølleslåtten
- Knut Hamre: Fargespel
- Sigmund Eikås: Jølstring

Jazz
- Egil Kapstad Trio: Remembrance
- Jan Erik Vold: Obstfelder live på Rebekka West
- The Brazz Brothers: All included

Klassisk musikk/Samtidsmusikk
- Anne-Lise Berntsen, Borealis Ensemble, Christian Eggen: Arnold Schönberg-Pierrot Lunaire Op. 21, string quartet Op.10
- Håkon Austbø: Messiaen - Vingt regards
- Mariss Jansons, Frank Peter Zimmermann, Wayne Marshall, Philharmonisches Orchester Oslo: Saint-Saëns - Symfoni no. 3 og fiolinkonsert no. 3

Årets Album
- Anne Grete Preus: Millimeter
- Kari Bremnes: Gåte ved gåte
- Lynni Treekrem: Tusenfryd